# Перша найлегша вага в боксі
Перша найлегша вага (англ. Light flyweight), також знана як юніорська вага (англ. junior flyweight) або суперлегка вага (англ. super strawweight), є ваговою категорією боксу.

## Професійний бокс
Обмеження ваги в першій найлегшій вазі в професійному боксі становить 108 фунтів (49 кілограмів).  Коли Нью-Йорк легалізував бокс у 1920 році, закон передбачав категорію «юніорів у найлегшій  вазі» з обмеженням ваги в 99 фунтів.
Всесвітня боксерська рада (WBC) вирішила відродити цей підрозділ у 1970-х роках.  Першим чемпіоном у цьому дивізіоні був Франко Уделла, який виграв титул WBC у 1975 році. Всесвітня боксерська асоціація також увінчала свого першого чемпіона в 1975 році, коли Хайме Ріос переміг Рігоберто Маркано рішенням у 15 раундів.  Першим чемпіоном Міжнародної федерації боксу став Доді Бой Пеналоза, який завоював пояс у 1983.

### Чемпіони
Чоловіки
- Дані станом на 30 липня 2025.

| Організація | Дата здобуття   | Чемпіон          | Рекорд         | Захисти |
| ----------- | --------------- | ---------------- | -------------- | ------- |
| WBA         | 30 липня 2025   | Кьосуке Такамі   | 10–0 (8 KO)    | 0       |
| WBC         | 1 серпня 2025   | Карлос Канісалес | 28–3-1 (20 KO) | 0       |
| IBF         | 19 червня 2025  | Танонгсак Сімсрі | 39–1 (34 KO)   | 0       |
| WBO         | 13 березня 2025 | Рене Сантьяго    | 13–4 (9 KO)    | 0       |

Жінки
| Організація | Дата здобуття   | Чемпіон                  | Рекорд          | Захисти |
| ----------- | --------------- | ------------------------ | --------------- | ------- |
| WBA         | 11 березня 2022 | Джессіка Нері Плата      | 28-2 (3 KO)     |         |
| WBC         | 22 вересня 2018 | Єсенія Гомес             | 19-5-3-1 (6 KO) |         |
| IBF         | 29 грудня 2018  | Евелін Насарена Бермудес | 16-0-1 (6 KO)   |         |
| WBO         | 26 березня 2022 | Евелін Насарена Бермудес | 16-0-1 (6 KO)   |         |

## Рейтинги

### The Ring
Станом на 22 листопада 2023.
Легенда:
 Ч  Чинний чемпіон світу за версію журналу The Ring
* Боксер має запланований поєдинок
| Ранг | Ім'я               | Рекорд (W–L–D) | Титул(и)         |
| ---- | ------------------ | -------------- | ---------------- |
| Ч    | Терадзі Кенсіро    | 22–1 (14 KO)   | WBA (Super), WBC |
| 1    | Джонатан Гонсалес  | 27–3–1 (14 KO) | WBO              |
| 2    | Адріан Куріель     | 24–4–1 (5 KO)  | IBF              |
| 3    | Геккі Бадлер       | 35–5 (11 KO)   |                  |
| 4    | Елвін Сото         | 20–3 (13 KO)   |                  |
| 5    | Сівенаті Нонтшинга | 12–1 (9 KO)    |                  |
| 6    | Масамічі Ябукі     | 15–4 (14 KO)   |                  |
| 7    | Карлос Канісалес   | 26–1–1 (19 KO) |                  |
| 8    | Данієль Мателлон   | 13–1–2 (7 KO)  |                  |
| 9    | Міель Фахардо      | 11–1–2 (10 KO) |                  |
| 10   | Шокічі Івата       | 11–0 (8 KO)    |                  |

### BoxRec
Станом на 19 листопада 2023.
Легенда:
* Боксер має запланований поєдинок

| Ранг | Ім'я               | Рекорд (W–L–D) | Титул(и)         |
| ---- | ------------------ | -------------- | ---------------- |
| 1    | Терадзі Кенсіро    | 22–1 (14 KO)   | WBA (Super), WBC |
| 2    | Масамічі Ябукі     | 15–4 (14 KO)   |                  |
| 3    | Карлос Канісалес   | 26–1–1 (19 KO) |                  |
| 4    | Адріан Куріель     | 24–4–1 (5 KO)  | IBF              |
| 5    | Сівенаті Нонтшинга | 12–1 (9 KO)    |                  |
| 6    | Міель Фахардо      | 11–1–2 (10 KO) |                  |
| 7    | Геккі Бадлер       | 35–5 (11 KO)   |                  |
| 8    | Елвін Сото         | 20–3 (13 KO)   |                  |
| 9    | Реджі Суганоб      | 14–1 (4 KO)    | WBO Global       |
| 10   | Масатака Танігучі  | 17–4 (11 KO)   |                  |

## Аматорський бокс
На Літніх Олімпійських іграх, дивізіон визначається як до 49 кілограмів.

### Олімпійські чемпіони
- 1968 —  Франциско Родрігес
- 1972 —  Дьордь Гедо
- 1976 —  Хорхе Ернандес
- 1980 —  Сабіров Шаміль Алтаєвич
- 1984 —  Пол Гонсалес
- 1988 —  Івайло Марінов
- 1992 —  Рохеліо Марсело
- 1996 —  Данієль Петров
- 2000 —  Брахім Аслум
- 2004 —  Ян Бартелемі
- 2008 —  Цзоу Шимін
- 2012 —  Цзоу Шимін
- 2016 —  Хасанбой Дусматов